# روبرتو مولینا (بازیکن فوتبال، زاده ۱۹۷۱)
روبرتو مولینا (انگلیسی: Roberto Molina؛ زادهٔ ۲۸ اکتبر ۱۹۷۱) بازیکن فوتبال اهل آرژانتین است.
از باشگاه‌هایی که در آن بازی کرده‌است می‌توان به باشگاه ورزشی بارسلونا، باشگاه فوتبال راسینگ کلوب آویاندا، باشگاه اتلتیکو ایندپندینته، باشگاه فوتبال روساریو سنترال، و باشگاه فوتبال آمریکا اشاره کرد.
وی همچنین در تیم‌های ملی فوتبال زیر ۲۰ سال آرژانتین و آرژانتین بازی کرده‌است.